# 199P/Шумейкеров
Комета Шумейкеров 4 (199P/Shoemaker) — короткопериодическая комета из семейства Юпитера, которую обнаружили 4 мая 1994 года американские астрономы Кэролин и Юджин Шумейкеры с помощью 0,46-м телескопа системы Шмидта Паломарской обсерватории. Они описали её как диффузный объект 14,4 m звёздной величины. Комета обладает коротким периодом обращения вокруг Солнца — чуть более 14,5 года.

Орбита кометы Шумейкеров 4 и её положение в Солнечной системе

К 1 июня британский астроном Брайан Марсден, используя 16 позиций, полученных в период с 14 мая по 1 июня, вычислил первую эллиптическую орбиту кометы с датой перигелия 15 сентября 1984 года, расстоянием 6,2 а. е. и периодом обращения 15,45 года. Окончательно подтвердить короткопериодический характер кометы удалось после её восстановления 10 апреля 2008 года в рамках обзора CSS, что позволило к 20 мая официально присвоить ей порядковый номер. Текущее положение кометы указывало на необходимость корректировки расчётов её орбиты на −1,7 суток. Всего с 1994 по 2009 год было проведено 516 наблюдений кометы. 

## Сближения с планетами
В течение XX и XXI веков комета должна испытать три сближения с Юпитером, причём два последних будут особенно тесными.
- 0,55 а. е. от Юпитера 16 сентября 1956 года;
- 0,27 а. е. от Юпитера 4 мая 1980 года;
- 0,32 а. е. от Юпитера 25 февраля 2075 года.